# Comuna Stavîșceanî, Bilohirea
Stavîșceanî (în ucraineană Ставищани) este o comună în raionul Bilohirea, regiunea Hmelnîțkîi, Ucraina, formată din satele Baimakî, Kașcenți, Liskî și Stavîșceanî (reședința).

## Demografie
Componența lingvistică a comunei Stavîșceanî
     Ucraineană (99,43%)
     Alte limbi (0,57%)
Conform recensământului din 2001, majoritatea populației comunei Stavîșceanî era vorbitoare de ucraineană (99,43%), existând în minoritate și vorbitori de alte limbi.